# Ivica Kostelić
Ivica Kostelić (Zagreb, 23. studenoga 1979.) je bivši hrvatski alpski skijaš. Specijalizirao se za slalom i kombinaciju no također bio je jedan od rijetkih skijaša koji je osvajao bodove u svim disciplinama. Najveći uspjesi karijere su mu osvajanje Velikog kristalnog globusa sezone  2010./2011. te četiri srebrne medalje sa Zimskih olimpijskih igara u Torinu, Vancouveru i Sočiju. Stariji je brat najbolje hrvatske sportašice i jedne od najboljih skijašica svih vremena, Janice Kostelić. Treneri kroz karijeru su mu bili otac Ante Kostelić te Kristian Ghedina i Tomislav Krstičević. Nakon prestanka natjecateljske karijere, ostao je u skijaškom sportu i danas je jedan od trenera hrvatske alpske reprezentacije.

## Rane godine
Prve uspjehe u dječjim natjecanjima ostvario je pobjedom u veleslalomu na međunarodnom natjecanju "World Ski Interkriterium" u slovačkom Vratni Rickyju sezone 1991./92. To je ujedno bio prvi put u povijesti hrvatskoga sporta da se nakon nekoga proglašenja pobjednika službeno dizala hrvatska zastava i svirala hrvatska himna. Uspjeh je ponovio dvije godine kasnije na istoj stazi, te je također osvajao naslove Loka Pokal u Sloveniji, Trofeo Topolino i Zlatni Pinochio u talijanskim mjestima Folgarida i Abetone te La Scara u francuskom Val D'Isèreu.
S uspjesima nastavlja i u juniorskoj konkurenciji osvajanjem brončane medalje u kombinaciji na Svjetskom juniorskom prvenstvu 1997. u Schladmingu. 

## Brojne ozljede u ranoj fazi karijere
Nakon juniorskog staža doživio je mnoge ozljede te je sljedeće tri godine proveo na oporavku od teških operacija. 
U Cortini d'Ampezzo 1998. puknuo mu je ligament, te unatoč tome što nije bio teže ozljeđen bio je prisiljen propustiti  Zimske olimpijske igre u Naganu. 
Godine 1999. na Svjetskom seniorskom prvenstvu u Beaver Creeku u SAD odletio je u ogradu i opet su popucali ligamenti. 
Ivica se teškim radom oporavio i dočekao kraj 1999. kao jedini natjecatelj na svijetu koji je imao bodove u sve četiri discipline na FIS natjecanjima, a povratak je okrunio pobjedom u superveleslalomu u Lake Louisu na NOR-AM kupu. 
Međutim, u Beaver Creeku ponovno pucaju ligamenti. 
Nakon oporavka od ozljede zbog koje je morao propustiti veći dio sezone 1999./2000., te je dva puta operiran kod dr. Steadmana u Vailu, Ivica je 8. svibnja 2000. na Hintertuxu zajedno sa sestrom Janicom započeo pripreme za sezonu 2000./2001. 
Ivica uspješno sudjeluje na svim utrkama u Svjetskom Kupu u slalomu i veleslalomu do Božića i uspio se po prvi puta u karijeri plasirati u drugu vožnju noćnog slaloma u Sestriereu i osvojiti 21. mjesto te najbolje FIS bodove do tada.

### Sezona 2001/2002: osvojen Mali kristalni globus
U siječnju 2001. nastavlja skupljati bodove u slalomu (Wengen 24., Schladming 23. mjesto), a u Schladmingu (AUT) ostvaruje najbolji rezultat karijere s izvrsnom drugom vožnjom u kojoj je imao 11. najbrže vrijeme. 
Nažalost, samo tjedan dana nakon uspjeha u Schladmingu, Ivica je teško ozlijedio koljeno (prednji križni ligament i menisk) na treningu veleslaloma u Innerkremsu (AUT). 
Ivica opet prolazi tešku operaciju i rehabilitaciju te krajem travnja 2001. započinje laganim skijanjem na ledenjaku Mölltal. 
Sezonu Svjetskog Kupa 2001./02. započinje izvrsnim 28. mjestom u veleslalomu i osvaja svoje prve bodove u toj disciplini, te nastavlja senzacionalnom pobjedom na prvom slalomu sezone u Aspenu (SAD), 25. studenog 2001., sa startnim brojem 64. 
Tom pobjedom Ivica i danas drži svjetski rekord - nikada u povijesti ni jedan skijaš nije pobijedio utrku s tako visokim startnim brojem. 
Već sljedeći dan Ivica potvrđuje svoju formu 5. mjestom, te povratkom u Europu, 2. mjestom u Adelbodenu Ivica preuzima crveni dres - vodeću poziciju u poretku slaloma Svjetskog kupa, i u tom dresu ostaje do finala - u dramatičnoj završnici u Flachau pobjeđuje Bode Millera i postaje ukupni pobjednik slaloma u Svjetskom kupu - osvaja Mali kristalni globus.

## Nastup na ZOI i nastavak karijere
Na Zimske olimpijske igre u Salt Lake Cityju Ivica stiže nakon manjih problema s ozljedom koljena i mišića, što je rezultiralo promjenom plana završnih priprema. Ivica u Park Cityju, unatoč velikoj pogrešci u drugoj vožnji osvaja nevjerojatno 9. mjesto u veleslalomu, sa svega 60 stotinki zaostatka za broncom Lassea Kjussa. Slalomsku utrku na iznimno teškoj stazi u Deer Valleyu, izletivši nekoliko vrata prije cilja, nažalost, ne završava. 
Sezona 2002./2003. za Ivicu počinje malo razočaravajuće - veleslalom u Soeldenu (AUT) 29. mjesto, zbog velike pogreške u 2. vožnji; vožnjama u Park Cityju (USA) - veleslalom 28., slalom 14., Ivica svakako nije bio zadovoljan. Ali povratkom u Europu, Ivičin zlatni niz pobjeda u slalomu se nastavlja. U Sestrieresu ima problema s upaljenim leđnim živcem koji ga je iznenadio na jutarnjem treningu. Prije kvalifikacijske utrke za KO (knock-out) slalom, vodstvo naše reprezentacije je sumnjalo hoće li se Ivica uopće moći ispraviti, a kamoli startati. Fizioterapeuti Miodrag Radić-Psiho i Damir Luketić dali su sve od sebe - ali je ključnu ulogu ipak imala sestra Janica, koja mu je obula pancerice (jer sam nije mogao) i rekla-"Izdrži! Moraš na start jer buš pobijedil'!"
I tako je i bilo. Prva sezonska pobjeda u slalomu je pripala Ivici.
Kranjska Gora - 12. mjesto u veleslalomu s trećim vremenom 2. vožnje bila je forma koja je najavljivala još jednu Ivičinu pobjedu. 
Dana 5. siječnja 2003., na rođendan sestre Janice - Ivica pobjeđuje u slalomu u Kranjskoj Gori (SLO), a istodobno Janica pobjeđuje u slalomu u Bormiu (ITA). 
Prvi put u povijesti Svjetskog kupa brat i sestra pobjeđuju u istom danu. 
Tjedan dana kasnije Ivica slalomu u Bormiju (ITA) osvaja 1. mjesto, treću pobjedu u nizu u sezoni. 
Niže dobre rezultate u slalomu - Wengen 3. mjesto, Kitzbuhel 4., Schladming 4. 
Na Svjetskom prvenstvu u St. Moritzu (SUI) 2003. Ivica osvaja 1. mjesto i naslov Svjetskog prvaka. 
U Svjetskom kupu se osjetio mali pad forme - Yong Pyong 15., Shiga Kogen  4. mjesto, te Kalle Palander (FIN) preuzima vodstvo u slalomu s 34 boda ispred Ivice. 
U završnici Svjetskog kupa u Lillehammeru, Ivica osvaja 7. a Palander 2. mjesto, te tako oduzima Ivici Mali kristalni globus. 
Sezona 2004./2005. - nakon teškog pada i ozljede tijekom utrke noćnog slaloma Svjetskog kupa u Schladmingu, 27. siječnja 2004. Ivica ponovno odlazi na operaciju u Basel, i ponovo ga čeka rehabilitacija. 
Na jesen Ivica vozi Soelden, Beaver Creek, FIS u Bormiu, preskače neke utrke zbog visokih startnih pozicija, ali počinje trenirati brze discipline zbog predstojećih Zimskih olimpijskih Igara u Torinu 2006. .
Nažalost, Ivica nije uspio obraniti naslov svjetskog prvaka, jer u Bormiju završava utrku zbog nepravilnih uvjeta na stazi, zbog kojih su izletila još dva skijaša - Kalle Palander (FIN) i Mario Matt (AUT)
Reprezentacije su podnijele službene žalbe organizatoru. 
Ivica Kostelić aktivno nastupa u Svjetskom kupu.

## XX. Zimske olimpijske igre - Torino 2006.
Skijaška sezona u Svjetskom kupu 2005./2006. je započela nešto lošije (dva 7. mjesta u slalomu), ali došavši na Olimpijske igre, Ivica je prštao od samopouzdanja sa snažnim motivom da ostvari svoj dugogodišnji san: olimpijsku medalju! I uspio je. Na svom prvom pojavljivanju na stazi kombinacijskog spusta, te slaloma u dvije vožnje, nije kalkulirao: bio je 14. nakon spusta (zaostatak 2,08 sekundi), nakon prvog slaloma drugi iza Benjamina Raicha, te konačno nakon 2. slaloma ostao na drugom mjestu i osvojio srebrnu olimpijsku medalju (1. mjesto Ted Ligety, USA; 3. mjesto Reiner Schönfelder, AUT).

## XXI. Zimske olimpijske igre - Vancouver 2010.
I na ovim olimpijskim igrama Ivica osvaja medalje. Ivici je pošlo za rukom obraniti srebrnu medalju iz Torina i ponoviti uspjeh. Hrvatski skijaš je bio deveti nakon spusta, ali se petim vremenom u slalomu probio do postolja (1. mjesto Bode Miller, USA; 3. mjesto Silvan Zurbriggen, ŠVI). Također, Ivica osvaja srebro u svojoj najjačoj disciplini, slalomu. U prvoj vožnji je s 58 stotinki zaostatka imao četvrto vrijeme, ali je u drugoj vožnji uspio poboljšati plasman te doći do prvog odličja u slalomu na olimpijskim igrama.

## XXII. Zimske olimpijske igre – Soči 2014.
Na XXII. Zimskim olimpijskim igrama u Sočiju Ivica Kostelić je 14. veljače osvojio srebrnu medalju u disciplini super kombinacija.

## Sezona 2010./2011.
Ivica je u sezonu karijere krenuo rezervirano, nakon prvog dijela sezone zauzeo je tek 13 mjesto. No pobjedom u paralelnom slalomu krenuo je u nezaustavljivi niz. Jedan od najvećih pothvata u skijaškoj, ali i u sportskoj povjesti.
Ivica je 6. siječnja 2011. na Snježnoj kraljici  osvojio 2. mjesto iza Šveđanina Andréa Myhrera.
Dana 9. siječnja Ivica je pobjedom u Adelbodenskom slalomu poveo u slalomskom poretku nakon 9 godina. Crvenu majicu nije ispuštao do kraja sezone, a nakon te utrke poveo je i u ukupnom poretku.
Od 14. do 16. siječnja Ivica je krenuo je u odličan vikend u Wengenu gdje je pobjedom u kombinaciji poveo u kombinacijskom poretku, ali je još više učvrstio prvo mjesto ukupnog poretka. U nedjelju je slavio u slalomu odličnom vožnjom kojoj se i sam "profesor" Ivica čudio. Nakon tog vikenda svima je bilo jasno da je Ivica nezaustavljiv u pohodu na ukupni poredak svjetskog kupa.
Dana 21. siječnja 2011. u Kitzbühelu Ivica je prvi put u karijeri slavio u superveleslalomu.
22. siječnja Ivica je solidnom vožnjom u spustu koji je bio užasno težak uz to je bio i skraćen osigurao kandidaturu za pobjedu u jedinoj klasičnoj superkombinaciji
 23. siječnja Uvijek, ali uvijek Ivica je nakon dobrog spusta "ziheraški" vozio slalom, ali te nedjelje Ivica je pokazao da je najbolji izvanrednom slalomskom u trkom u kojoj je osvojio drugo mjesto Ivica je pobijedio i u super kombinaciji i time najteži vikend sezone završio s rekordnih 280 bodova.
30. siječnja Chamonix Ivica je katastrofalnom spustaškom vožnjom zauzeo tek 28. mjesto, ali zato je odličan bio Natko Zrničić-Dim koji je zauzeo 8. mjesto. Slalomska vožnja bila je čudesna i nitko do Natka nije se uspio približiti Ivičinoj vožnji. Natko je odvozio sjajno i stigao u cilj tik iza Ivice. Slutilo je to na nešto ogromno i tako je i bilo Ivica je osvojio još jedno prvo mjesto a Natko drugo i time se nije završila priča Dalibor Šamšal osvojio je prve bodove i upotpunio uspjeh. Jedan od najvećih uspjeha hrvatskog sporta dogodio se toga dana cijela je Francuska slušala hrvatsku himnu. Ivica je tom utrkom završio mjesec snova s osvojenih 999 bodova što je nešto neviđeno.
Veljača Ivica je u veljači svjestan svoje prednosti pokušao čuvati snagu tako da rezultati nisu bili briljantni, ali svejedno je Ivica i dalje pokazivao svoju snagu samo ovog puta psihičku.
12. ožujka 2011. nakon utrke spusta u norveškom Kviftjellu, Ivica Kostelić je 20. mjestom i matematički osigurao osvajanje Velikog kristalnog globusa i po prvi put u karijeri postao ukupni pobjednik Svjetskog skijaškog kupa.
18. i 19. ožujka 2011. primio je Mali kristalni globus za kombinaciju i slalom te Veliki kristalni globus. Osim tih disciplina, našao se na postolju i u superveleslalomu, kao ukupno treći.

## Sezona 2011./2012.
13. – 15. siječnja Ivica je opet kao i prošle godine krenuo u odličan vikend u Wengenu gdje je pobjedom u kombinaciji, ali dodatno je u nedjelju slavio i u slalomu odličnom vožnjom kojem je ušao u povijest, jer je po šesti put pobijedio u Wengenu. Tako u ukupnom poretku približio na samo 30 bodova vodećem Marcel Hirscheru.
Već sljedeći vikend u Kitzbühelu Ivica je pobijedio u kombinaciji i bio treći u slalomu, Marcel Hirscher je u prvoj vožnji slaloma opet "haklao" vrata ali su ga vratili u utrku. No u drugoj vožji je opet ponovio istu grešku te je diskvalificiran. Diskvalifikacijom Marcel Hirschera Ivica je preuzeo vodeće mjesto u svjetskom kupu te povećao svoju prednost u slalomu i kombinaciji. Nažalost u svom premjernom nastupu na novoj Olimpijskoj stazi u Sočiju iako je pobijedio u kombinaciji i osigurao Mali kristalni globus te discipline ozlijedio je koljeno te je morao na novu operaciju koljena što ga je naravno sputalo u obrani naslova ukupnog i slalomskog pobjednika i Ivica se morao utješiti tek kombinacijskim glubusom i 4. mjestom u ukopnom i 2. u slalomu što je naravno sjajan uspjeh!

## Sezona 2012./2013.
Ivica Kostelić je i nakon 9. operacije na istom koljenu nastavio skijati. Uspon je počeo 1.1 2013. godine kad je u paralelnom slalomu osvojio 5. mjesto. Zatim je uslijedio nastup na Sljemenu gdje je završio "tek" osmi. No 12.1 2013. godine Ivica Kostelić osvaja 5. mjesto u veleslalomu u Adelbodenu, a zatim je dan kasnije 4. u slalomu. Zatim je od 18. do 20.1 karavana stigla u Wengen gdje je u petak u superkombinaciji doskijao do 2. mjesta i 53 podija karijere i 11 u Wengenu čime se izjednačio sa skijaškim legendama po broju postolja u jednom skijalištu; no tu nije stao jer je u nedjelju u slalomu doskijao do 3. mjesta.
No Ivica je nastavio i samo tjedan dana kasnije nakon 30. mjesta u spustu i 3. u slalomu (u prvoj vožnji bio je 11.) dolazi do svoje 25. pobjede u karijeri te do četvrte uzastopne u jedinoj klasičnoj kombinaciji sezone u Kitzbühelu. Time je Ivica postao najuspješniji "kombinatorac" na tom austijskom skijalištu. Ivica je tom pobjedom treću godinu zaredom osvojio kombinacijski poredak, jedino što je od ove sezone "privremeno" ukinuta dodjela globusa (jer su vožene samo dvije kombinacijske utrke).
A onda je ponovo stao na najvišu stubu slalomske utrke: pobijedio je 10.03.2013. kod susjeda Slovenaca u Kranjskoj Gori na stazi u Podkorenu, za pokal Vitranc. To mu je bila ostvarena 15. slalomska pobjeda, a prvu je osvojio prije 11 skijaških sezona. Sezonu je Ivica završio kao treći slalomaš svijeta i peti u ukupnom poretku.

## Sezona 2013./2014.
Ove sezone Ivica je ponovno proglašen najboljim sportašem Hrvatske iako nije briljirao u svjetskom kupu. Ivica se cijele sezone dosta mučio s formom i pronašao ju je u Sočiju na Olimpijskim igrama kada je u Alpskoj kombinaciji ispred Christofa Innerhofera, a iza Sandra Vilette došao do nove srebrne medalje. Do kraja sezone skupio je oko 170 bodova i najavio aktivno skijanje i sljedeće dvije sezone, te nije isključio ponovno nasupanje na ZOI za 4 godine, 2018.

## Sezona 2014./2015.
Ivica Kostelić nakon mnogo godina odradio je jednu dosta rezerviraniju sezonu. Najbolji slalomski rezultat zabilježen je u Vailu Beaver Creeku na svjetskom prvenstvu gdje je došao do 15 mjesta,a u svjetskom kupu najbolji rezultat u slalomu bila su mu tri 18 mjesta, od toga jedno na Sljemenu.Iako sezone nije oduševljavala Ivicine navijače, ni njega samoga u Wengenu je ipak uspio napraviti jedan podhvat i doći do jedinog postolja u sezoni, trećeg mjesta u njegovoj najboljoj disciplini Alpskoj kombinaciji, sedam stotinki dijelilo ga je do drugog mjesta, a jedna sekunda do prvog Carla Janke. Na kraju sezone Ivica nije mogao ući u finale u Méribelu jer je sezonu završio na 50 mjestu ukupnog poretka svjetskog kupa, a u slalomu je završio 31 što također nije bilo dovoljno za finale. Radosna vijest je da će i sljedeće godine Ivica ponovno skijati, ali pod novim planom i programom.

## Sljeme
- 2008. Ivica Kostelić je na Sljemenu, gdje je ujedno i rođen, napravio prve skijaške korake. Te godine Ivica je u prvoj vožnji zaostao 0.03 sekunde za vodećim Mariom Mattom, dok je druga vožnja također odrađena solidno gdje je osvojio sjajno drugo mjesto s 0.33 sekunde zaostatka za pobjednikom Mariom Mattom.
- 2009. se Kostelić vratio dobrim vožnjama gdje je s 0.05 sekundi zaostatka osvojio još jedno značajno drugo mjesto za J.B.Grangom koji se te godine okrunio za sljemenskog kralja.
- 2010. je Ivica samo sedam dana nakon operacije koljena u Baselu nastupio na Sljemenskoj utrci pred 18 tisuća gledatelja. Nakon prvog prolaza zaostajao je 0.55 sekundi, no u drugoj je pogrešno procjenio vrata i ispao iz utrke a pobijedio je Giuliano Razzoli.
- 2011. je Ivica Kostelić odvozio dva tehnički besprijekorna slaloma i sa zaostatkom od 0.10 sekundi za pobjednikom osvojio drugo mjesto.
- 2012. je Ivica Kostelić je opet na postolju, ali ovaj puta na trećem mjestu. Kasnije u sezoni ustanovljeno je da je nad Ivicom učinjena nepravda. Marcel Hirscher ovosezonski kralj "haklao" je vrata, a isto je učinio i drugoplasirani Felix Neureuther što Ivicu Kostelića čini Sljemenskim kraljem. Ivica se jako razočarao u svoje kolege. "To je samo jedna utrka, ali nepravda ostaje zauvijek..."
- 2013. Ivica Kostelić nakon ljetne operacije i tek u postupku uzdizanja forme doskijao je do solidnog osmog mjesta no "profesor" je dakako bio malo razočaran no tim je izjednačio dotadašnji rezultat sezone i vratit će se iduće godine.
- 2014. Sljemenska utrka je po prvi puta otkazana zbog loših vremenskih uvjeta, tako da je slalom premješten u taljasnki Bormio.

## Wengen
Ivica Kostelić i Wengen imaju dugu povijest. Ivici je to najuspješnije skijalište u kojem ima dvanaest postolja, od čega šest pobjeda - četiri u slalomu, dvije u kombinaciji. Ivica je u Wengenu poznat i po zabavi jer je u nekoliko navrata pred publikom svirao i pjevao pjesmu "Johnny B. Goode" te je stekao mnoge obožavatelje.
Godine 2012. Ivica je obranio superkombinacijsku i slalomsku pobjedu postavši najuspješniji ikad na vengenskom skijalištu. 20. siječnja 2013. najbolji je hrvatski skijaš svih vremena ovo kultno skijalište okrunio 12. postoljem u karijeri čime je postao skijaš s najviše postolja u Wengenu, i na bilo kojem drugom skijalištu.
Osvojio je 3. mjesto u slalomu te dva dana prije 2. u superkombinaciji. Čini se da ovo kultno mjesto "ima neku tajnu vezu" s obitelji Kostelić.

## Kitzbühel
I to kultno skijalište svakako ima poseban značaj i "ugled" u očima obitelji Kostelić. Tome pridonosi činjenica da je Ivica na ovom skijalištu osvojio 10 postolja što ga čini trećim najuspješnijim skijašem. Istaknuti se mogu četiri uzastopne pobjede u kombinaciji od 2010. do 2013. te jedina pobjedu u brzim disciplinama, u superveleslalomu, 2010. godine.

## Zanimljivosti
- Ivica Kostelić deseti je skijaš svih vremena po broju pobjeda u Svjetskom kupu s ukupno 26. Ivica je i višestruki svjetski rekorder. 2001. godine u Aspenu je sa startnim brojem 64 nakon 5. mjesta u prvoj, u drugoj vožnji pobijedio i time drži rekord za pobjedu s najvišim startnim brojem i još mu se nitko nije uspio približiti, a teško i da hoće.

- Ivica je postao 20. siječnja 2013. i najuspješniji skijaš na jednom skijalištu s 12. postolja i to u "kultnom" Wengenu. U najpoznatijem svjetskom skijalištu Kitzbuhelu najuspješniji je kombinatorac s četiri pobjede u nizu i s ukupno 10 postolja čime je 3. najuspješniji na tom skijalištu. U njegovoj najuspješnijoj sezoni u karijeri osvojio je 999 bodova u jednom mjesecu (u siječnju 2011.) čime također uvjerljivo drži rekord. U kombinacijskim skijaškim utrkama ostvario je senzacionalne brojke, pobijedio je u 8 od 11 utrka u nizu između 2011. i 2013. godine.

- Napravio je i najveći preokret u toj disciplini jer je u superkombinaciji (gdje se vozi po jedna utrka spusta i slaloma) nadoknadio zaostatak iz spusta od +3,00 sekunde, te je na kraju slavio, no zapanjujuće je da je to napravio dva puta u istoj sezoni. Ivica drži i neugodan rekord s najviše operacija u karijeri i jedini je koji je nastavio skijati, dok se neki nisu mogli oporaviti od jedne Ivica ih je prebrodio 12 i najdugovječniji je skijaš svjetskog kupa.

## Nagrade i priznanja
- Dobitnik je Državne nagrade za šport "Franjo Bučar" 2002. godine.
- Godine 2010. proglašen je za najboljeg hrvatskog športaša u izboru SN i HOO. Osim Ivice nagradu je osvojio i njegov otac  Ante Kostelić-Gips za najboljeg trenera godine. Isto su ponovili i 2011.godine. Ivica je još proglašen najboljim 2003. godine. Dok je "Gips" nagradu primio još 2006. i 2002.godine. No tada kao trener Janice Kostelić
- Godine 2013. sedmi je put u posljednjih 11 godina izabran za najboljeg športaša grada Zagreba.[4]
- Hrvatski olimpijski odbor izabrao je Ivicu Kostelića četvrti put 2013. nakon 2003., 2010. i 2011. za dobitnika nagrade HOO-a za najboljeg športaša Hrvatske.[5]

## Svjetski skijaški kup

### Plasman
| Sezona | Starost | Ukupni poredak | Slalom | Veleslalom | Super- veleslalom | Spust | (Super) kombinacija |
| ------ | ------- | -------------- | ------ | ---------- | ----------------- | ----- | ------------------- |
| 2001.  | 21      | 107            | 40     | —          | —                 | —     | —                   |
| 2002.  | 22      | 7              | 1      | 22         | —                 | —     | —                   |
| 2003.  | 23      | 7              | 2      | 27         | —                 | —     | —                   |
| 2004.  | 24      | 34             | 14     | 30         | 37                | —     | —                   |
| 2005.  | 25      | 31             | 7      | —          | —                 | —     | —                   |
| 2006.  | 26      | 40             | 15     | —          | —                 | —     | 16                  |
| 2007.  | 27      | 25             | 16     | —          | —                 | —     | 3                   |
| 2008.  | 28      | 6              | 5      | 40         | 25                | 35    | 2                   |
| 2009.  | 29      | 4              | 2      | 8          | 26                | 47    | 4                   |
| 2010.  | 30      | 5              | 4      | 21         | 15                | 23    | 3                   |
| 2011.  | 31      | 1              | 1      | 11         | 3                 | 25    | 1                   |
| 2012.  | 32      | 4              | 2      | 23         | —                 | 43    | 1                   |
| 2013.  | 33      | 5              | 3      | 14         | 28                | 44    | 1                   |
| 2014.  | 34      | 42             | 16     | 32         | 34                | —     | 30                  |
| 2015.  | 35      | 50             | 31     | —          | —                 | 59    | 4                   |
| 2016.  | 36      | 105            | —      | —          | —                 | —     | 20                  |
| 2017.  | 37      | 139            | —      | —          | —                 | —     | 35                  |

### Kristalni globusi
| Season | Discipline - slalom, spust, super-g, veleslalom i kombinacija |
| ------ | ------------------------------------------------------------- |
| 2002.  | Slalom                                                        |
| 2011.  | Ukupni poredak                                                |
| 2011.  | Alpska kombinacija                                            |
| 2011.  | Slalom                                                        |
| 2012.  | Alpska kombinacija                                            |
| 2013.  | Alpska kombinacija                                            |

### Pobjede
26 pobjeda (15 slaloma, 9 kombinacija (5 super kombinacija, 4 klasične kombinacije), 1 superveleslalom, 1 paralelni slalom)
| Datum               | Mjesto održavanja    | Disciplina       |
| ------------------- | -------------------- | ---------------- |
| 25. studenoga 2001. | Aspen                | slalom           |
| 13. siječnja 2002.  | Wengen               | slalom           |
| 9. ožujka 2002.     | Flachau              | slalom           |
| 16. prosinca 2002.  | Sestriere            | slalom           |
| 5. siječnja 2003.   | Kranjska Gora        | slalom           |
| 12. siječnja 2003.  | Bormio               | slalom           |
| 15. prosinca 2003.  | Madonna di Campiglio | slalom           |
| 10. prosinca 2006.  | Reiteralm            | superkombinacija |
| 22. prosinca 2008.  | Alta Badia           | slalom           |
| 17. siječnja 2010.  | Wengen               | slalom           |
| 24. siječnja 2010.  | Kitzbühel            | kombinacija      |
| 2. siječnja 2011.   | München              | paralelni slalom |
| 9. siječnja 2011.   | Adelboden            | slalom           |
| 14. siječnja 2011.  | Wengen               | superkombinacija |
| 16. siječnja 2011.  | Wengen               | slalom           |
| 21. siječnja 2011.  | Kitzbühel            | superveleslalom  |
| 23. siječnja 2011.  | Kitzbühel            | kombinacija      |
| 30. siječnja 2011.  | Chamonix             | superkombinacija |
| 8. prosinca 2011.   | Beaver Creek         | slalom           |
| 21. prosinca 2011.  | Flachau              | slalom           |
| 13. siječnja 2012.  | Wengen               | superkombinacija |
| 15. siječnja 2012.  | Wengen               | slalom           |
| 22. siječnja 2012.  | Kitzbühel            | kombinacija      |
| 12. veljače 2012.   | Krasnaja Poljana     | superkombinacija |
| 27. siječnja 2013.  | Kitzbühel            | kombinacija      |
| 10. ožujka 2013.    | Kranjska Gora        | slalom           |

## Vanjske poveznice
- Službena međumrežna stranica
- Ivica Kostelić - trener reprezentacije